# Torsten Hägerstrand

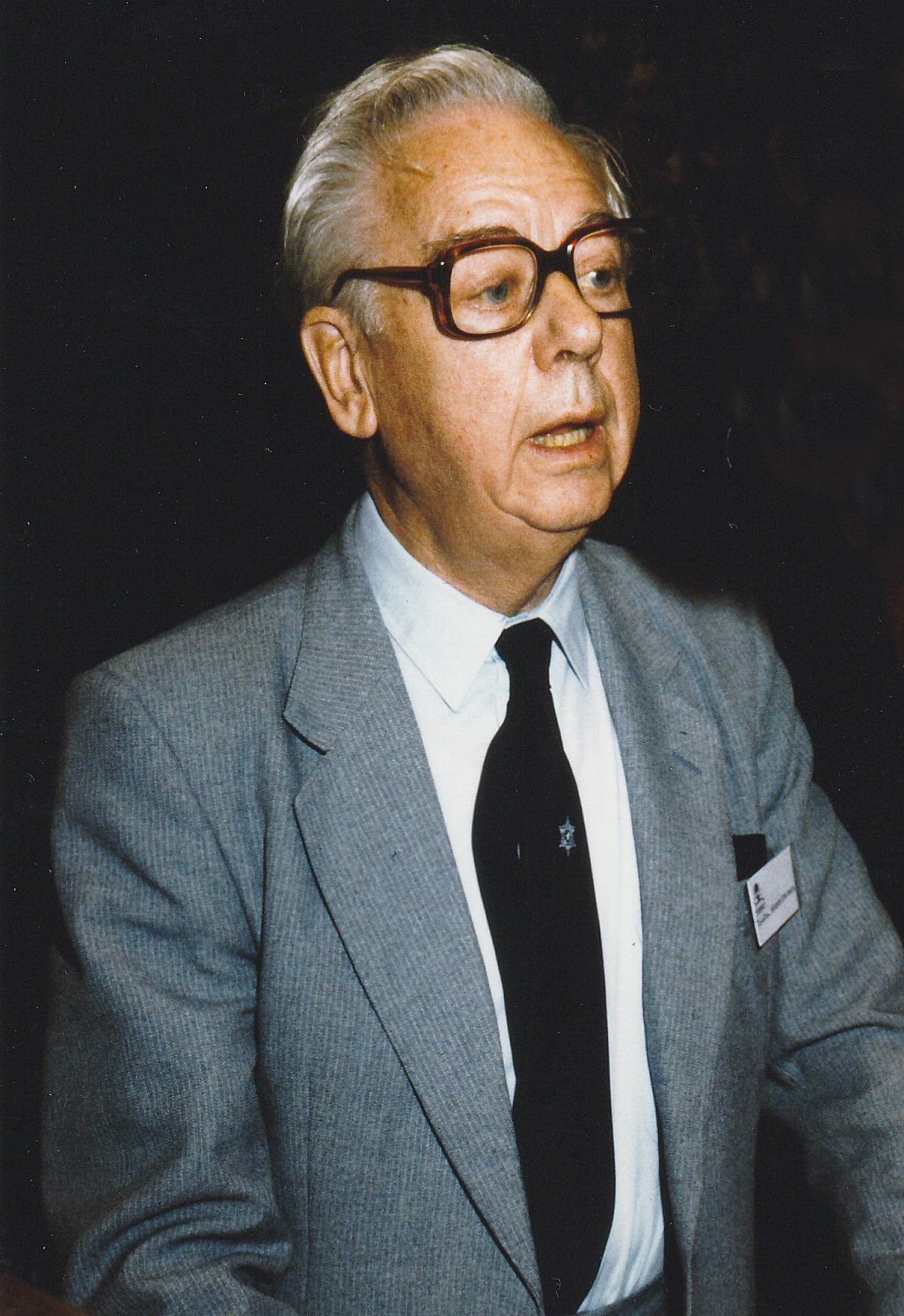
Torsten Hägerstrand (1992)

Stig Torsten Erik Hägerstrand (* 11. Oktober 1916 in Moheda, Gemeinde Alvesta; † 3. Mai 2004 in Lund) war ein schwedischer Humangeograph an der Universität Lund, der vor allem durch seine Forschung auf dem Gebiet der Zeitgeographie Bedeutung erlangte.

## Leben
Nachdem er in Lund (u. a. bei Edgar Kant) studiert hatte, schrieb er 1953 seine Doktorarbeit über Innovationswellen. Diese wurde 1967 unter dem Titel „Innovation Diffusion as a Spatial Process“ von Allan Pred ins Englische übersetzt. 1969 hielt er anlässlich seiner Präsidentschaft in der Regional Science Association die Ansprache „What about people in regional science?“, die im Folgejahr in der Zeitschrift Papers of the Regional Science Association veröffentlicht wurde. Darin definierte Hägerstrand die Regionalwissenschaft als eine sozialwissenschaftliche Disziplin.
Er forschte weiterhin im Bereich sogenannter „Diffusionswellen“ und entwickelte schließlich sein Vier-Stufen-Modell der Innovationswellen.

## Auszeichnungen und Ehrungen (Auswahl)
Hägerstrand war Mitglied der Königlich Schwedischen Akademie der Ingenieurwissenschaften (1969), der Königlich Schwedischen Akademie der Wissenschaften (1971), der Norwegischen Akademie der Wissenschaften (1972), der American Academy of Arts and Sciences (1978), der British Academy (1985) und der Königlich Schwedischen Gelehrsamkeits-, Geschichts- und Antiquitätenakademie, Gründungsmitglied der Academia Europaea (1988), sowie Träger der finnischen Auszeichnung „Akademiker der Wissenschaft“ (1980). Die Ehrendoktorwürde wurde ihm von der University of Glasgow (1971), der University of Bristol (1974), der Ohio State University, der University of Edinburgh (je 1985), der Universität Bergen (1986) und der Technisch-Naturwissenschaftlichen Universität Norwegens (1997) verliehen. Des Weiteren wurde Hägerstrand u. a. mit dem Nordstern-Orden (1961), der Charles P. Daly Medal der American Geographical Society (1966), der Vitus-Bering-Medaille der Königlich-Dänischen Geographischen Gesellschaft (1970), der Anders-Retzius-Medaille der Schwedischen Gesellschaft für Anthropologie und Geographie (1973), der Victoria Medal der Royal Geographical Society (1979), dem August-Lösch-Ehrenring (1986) und dem Prix Vautrin Lud des Festival international de géographie (1992) ausgezeichnet.